# Eino Niini
Eino Markus Niini (till 1925 Lind), född 2 augusti 1902 i Björneborg, död 26 december 1987, var en finländsk ingenjör. Han var bror till Aarno och Risto Niini.
Niini, dimitterades från Industriskolan i Björneborg 1923, blev student 1925, diplomingenjör 1931, studerade vid Technische Hochschule i Stuttgart 1931–1932 och blev teknologie doktor 1945. Han var driftsingenjör vid Statens flygmaskinsfabrik 1933–1934, verkstadsingenjör vid Oy Strömberg Ab 1934–1936, disponent vid Centrallagets för Handelslagen i Finland fabrik i Helsingfors 1937–1942, avdelningschef vid Finlands industriförbund 1943–1945 och professor i industriell ekonomi och organisation vid Tekniska högskolan i Helsingfors från 1945. 
Niini var ombudsman, senare verkställande direktör vid Industrins effektiviseringsförbund 1942–1946. Han var ordförande i finska avdelningen vid Tekniska högskolans studentkår 1932–1934, i Tekniska högskolans studentkår 1943–1944, viceordförande i Suomenkielisten teknikkojen seura 1944–1946. Han invaldes som ledamot av Akademin för tekniska vetenskaper 1958. Han författade skrifter rörande industriell organisation, arbetsstudier och ekonomiska kalkyler.